# Arthur Uecker-Fensloff
Arthur Robert Max Uecker-Fensloff, eigentlich Arthur Uecker (* 31. Mai 1881 in Berlin; † 31. Oktober 1934 ebenda), war ein deutscher Maler und Grafiker.

## Leben
Arthur Uecker war der Sohn der unverehelichten Näherin Minna Uecker (1853–1928), später verwitwete Bankbeamte Fensloff. Er war ein in Berlin tätiger Maler, Zeichner und Radierer. Über seine Ausbildung gibt es keine Quellen, in den Berliner Adressbüchern wird er um 1920 als Maler und Zeichner aufgeführt. Er war Mitglied im Reichsverband bildender Künstler Deutschlands. Arthur Uecker-Fensloff war ab 1919 verheiratet mit der Schneiderin Luise Jegutzki (* 1892), er starb 1934 in einem Krankenhaus in Berlin-Köpenick.
Arthur Uecker signierte seine Werke stets mit dem eigenen und dem Nachnamen seines Stiefvaters Max Fensloff (1854–1908). Es sind vorwiegend detailreiche kleinformatige Radierungen mit Stadtansichten etwa von Hamburg, Friedrichshafen, Koblenz, Norderney, Rostock und Stuttgart.